# Рейн Таарамяе
 Рейн Таарамяе (нар. 24 квітня 1987 року в Тарту) — естонський професійний велогонщик, сім років виступав за команду «Cofidis». У 2015 році - в рядах Astana Pro Team, а з 2016 року - в Katusha–Alpecin . Неодноразовий чемпіон Естонії.

## Кар'єра
Таарамяе став професіоналом в 2008 році, підписавши контракт з Cofidis. У першому сезоні він виграв два етапи Гран-прі Португалії і етап Тур де л`Авенір. На літніх Олімпійських ігор 2008 Рейн проїхав групову гонку і гонку на час.
У 2009 році він зайняв третє місце на Турі Романд і восьме на Турі Швейцарії. Таармае виграв обидві гонки на національному чемпіонаті. Також він виграв Tour de l'Ain, після перемоги на останньому гірському етапі - Col du Grand Colombier. У 2010 році він посів сьоме місце на Париж - Ніцца і третє місце на Вуельті Каталонії. У 2011 фінішував 11-м в загальному заліку Тур де Франс . На 14 етапі Вуельти Іспанії Рейн переміг на важкому гірському етапі, здобувши свою першу перемогу на Гранд-турах.
Уже в рядах Astana Pro Team в лютому 2015 року виграв в генералі одноденну Вуельту Мурсії, потім в серпні поспіль Вуельту Бургос і Арктичну гонку Норвегії.